# Michel Lasne

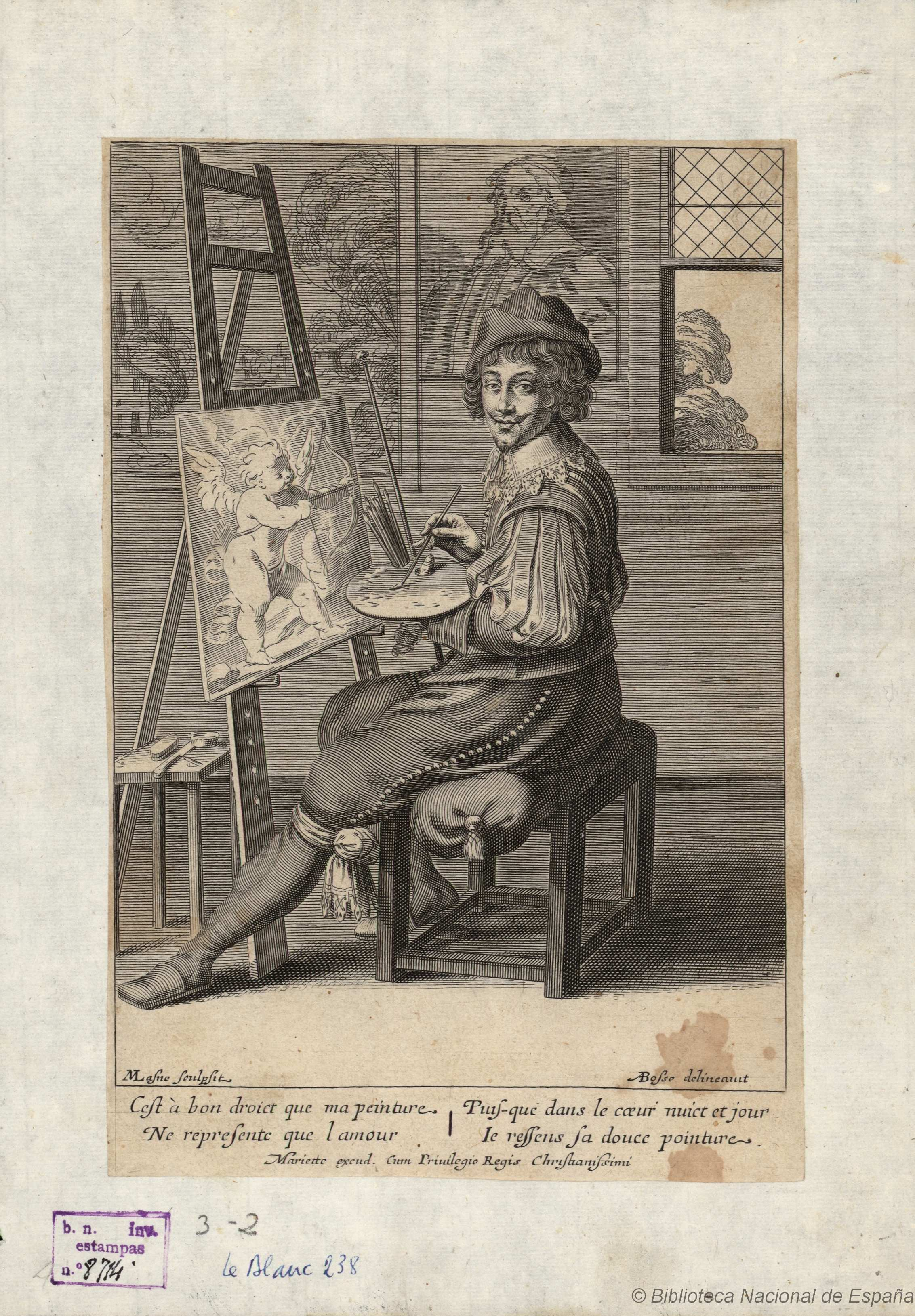
Pintor frente a un cuadro del Amor, buril de Michel Lasne sobre una invención de Abraham Bosse; Pierre Mariette, editor. Biblioteca Nacional de España.

Michel Lasne (Caen, c. 1590-París, 1667) fue un dibujante y grabador barroco francés. 

## Biografía
De 1617 a 1620 trabajó en Amberes donde reprodujo en estampas cuadros de Rubens (Susana y los viejos, sobre un original perdido, La Sagrada Familia con san Juan Bautista y santa Isabel, San Francisco de Asís recibiendo de manos de María al Niño Jesús) además de componer –también sobre dibujos de Rubens– las portadas de las obras de Hubert Goltzius, Nomismata Imperatorum Romanorum, Amberes, por Jacob de Bie, 1617, y Graeciae Universae Asiaeque Minoris Et Insularum Nomismata, Amberes, 1618. Debió de ser también en Amberes donde grabase como estampa suelta de devoción, sobre dibujos de Francisco Ribalta, el retrato del padre Francisco Jerónimo Simón enmarcado por diversos episodios de su vida, imagen polémica por cuanto el clamor popular que le levantaba altares y reclamaba su inmediata beatificación, con el apoyo del archiduque Alberto de Austria, chocó con la Inquisición y otros estamentos eclesiásticos.
De vuelta en Francia se instaló en París donde encontró el favor de la reina Ana de Austria. Retratista de la corte, en 1633 fue nombrado grabador y dibujante ordinario del rey Luis XIII y se le dio alojamiento en el Palacio del Louvre donde instaló su taller.
En su producción, muy abundante, se encuentran gran número de retratos de los miembros de la familia real, en algún caso por pinturas de Philippe de Champaigne, así como de otros personajes distinguidos de la corte o de la cultura como François Rabelais o los cardenales Richelieu y Mazarino, junto a imágenes religiosas y alegóricas, escenas galantes y de costumbres, portadas de libros, como el frontispicio calcográfico de las Academias morales de las musas de Antonio Enríquez Gómez, Burdeos, 1642, con el retrato del autor,  y caricaturas como la del Espagnol en pied.